# Christina Watches-Kuma
Christina Watches-Kuma, foi uma equipa ciclista profissional dinamarquêsa de categoria Continental.
Era patrocinado pela desenhadora de relógios Christina Hembo, quem depois de patrocinar individualmente ao ciclista dinamarquês Michael Rasmussen durante parte de 2010, decidiu criar uma equipa em onde este pudesse seguir competindo, já que depois do escândalo por dopagem em 2007 e posterior sanção se lhe tinham fechado as portas no pelotão europeu.
A equipa contou também como segundo patrocinador até 2013, a Onfone, um operador de telefonia móvel da Dinamarca e em 2014 a Kuma.

## História da equipa

### Criação
Em dezembro de 2010, anunciou-se que a Christina Watches e Rasmussen formariam uma equipa, e depois de 3 meses conseguiu adquirir a licença continental de outra equipa de Dinamarca, o Bianchi M1. Oficialmente foi inscrito em março depois de ser aceite pela União Ciclista Internacional.
A patrocinadora da equipa, Christina Hembo indicou que o objectivo da equipa era subir à categoria Pro Continental entre 2013 e 2015 mas estes planos foram modificados ao se conhecer a notícia de que o Giro d'Italia de 2012 partiria em Hering, cidade da Dinamarca bem perto da sede da equipa. Isto levou à equipa a se propor a possibilidade de ascender de categoria já em 2012 e tentar ser um das equipas convidadas ao Giro, para o qual precisavam reunir os fundos suficientes para converter numa equipa Pró Continental além de reforçar o elenco de ciclistas, mas finalmente isto não ocorreu e a equipa continua em 2012 na mesma categoria.

### 2011
Depois da sua boa temporada, com seis vitórias até junho, foram convidados à Volta à Dinamarca, uma das carreiras mais importantes do UCI Europe Tour onde Angelo Furlan com uma 5º posição na sexta etapa foi o melhor resultado obtido, enquanto Rasmussen foi o melhor na geral na posição 34ª.

### 2012
Em 2012 a contratação mais destacada foi a do alemão Stefan Schumacher e a temporada quanto a resultados foi mais fructífera que a anterior. A equipa ganhou em 3 carreiras por etapas, 2 delas através de Schumacher, a Volta à Sérvia e o Tour da China II. O outro triunfo deu-lho Martin Pedersen no Tour da China I.

### 2013
No ano começou com a confessão de Rasmussen a respeito de ter-se dopado. Numa roda de imprensa na mesma sede da equipa, o dinamarquês reconheceu ter usado estimulantes durante o período 1998-2010. Rasmussen foi afastado da equipa mas contou com o apoio do mesmo na decisão de dar luz ao tema. Os directores esperavam que uma vez que culmine a sanção pudesse voltar para o dirigir.
Durante a temporada Tino Zaballa teve aceitáveis actuações. Conseguiu triunfos na Argélia como o Tour de Tipaza e fez pódios no Tour da China I, Tour da Coreia e Tour de Sibiu, enquanto Schumacher também chegou ao pódio no Tour da Argélia e o Tour da Estónia.

### 2014
Essa temporada chegaram à equipa dois experimentados italianos, Fortunato Baliani e Mattia Gavazzi. Mas ambos deixaram a equipa no meio de temporada, Baliani pôs fim à sua carreira desportiva e Gavazzi se marchou ao Amore & Vita.
O ano foi bastante magro com só três vitórias e pelo segundo ano consecutivo não foram convidados à Volta à Dinamarca. Isto causou um grande mal-estar na equipa, que culpou à organização da carreira e à União Ciclista Dinamarquesa da situação. Esse foi o principal motivo pelo qual decidiram não continuar em 2015.

## Material ciclista
A equipa utilizou bicicletas De Rosa em 2011 e 2012, Colnago em 2013 e Viner em 2014.

## Sede
A sede da equipa encontra-se na cidade de Herning.

## Classificações UCI
A partir de 2005 a UCI instaurou os Circuitos Continentais da UCI onde a equipa está desde que se criou em 2011, registado dentro do UCI Europe Tour. Estando nas classificações de o, UCI Europe Tour Ranking, UCI Asia Tour Ranking e UCI America Tour Ranking.
As classificações da equipa e do seu ciclista mais destacado são as seguintes:

### UCI Europe Tour
| Temporada | Classificação por equipas | Melhor corredor    | Posição |
| 2010-2011 | 37º                       | Grischa Janorschke | 57º     |
| 2011-2012 | 44º                       | Stefan Schumacher  | 33º     |
| 2012-2013 | 44º                       | Stefan Schumacher  | 88º     |

### UCI Asia Tour
| Temporada | Classificação por equipas | Melhor corredor   | Posição |
| 2011-2012 | 3º                        | Stefan Schumacher | 2º      |
| 2012-2013 | 19º                       | Tino Zaballa      | 30º     |

### UCI America Tour
| Temporada | Classificação por equipas | Melhor corredor   | Posição |
| 2011-2012 | 24º                       | Stefan Schumacher | 59º     |

### UCI Africa Tour
| Temporada | Classificação por equipas | Melhor corredor | Posição |
| 2012-2013 | 4º                        | Tino Zaballa    | 13º     |

## Palmarés
Para anos anteriores, veja-se Palmarés da Christina Watches-Kuma

### Palmarés de 2014

#### Circuitos Continentais da UCI
| Datas       | Circuito                      | Carreiras                                       | Ganhador               |
| 10 de maio  | UCI Europe Tour de 2013-2014  | 2.ª etapa do Szlakiem Grodów Piastowskich       | Asbjørn Kragh Andersen |
| 11 de maio  | UCI Europe Tour de 2013-2014  | 3.ª etapa do Szlakiem Grodów Piastowskich (CRI) | Stefan Schumacher      |
| 13 de junho | UCI America Tour de 2013-2014 | 3.ª etapa do Tour de Beauce (CRI)               | Stefan Schumacher      |

## Elenco
Para anos anteriores, veja-se Elencos da Christina Watches-Kuma

### Elenco de 2014
| Nome                   | Nascimento | Nacionalidade | Equipa de 2013               |
| Asbjørn Kragh Andersen | 09/04/1992 | Dinamarca     | Trefor                       |
| Fortunato Baliani      | 06/07/1974 | Itália        | Team Nippo-De Rosa           |
| Jonathan Bellis        | 16/08/1988 | Reino Unido   | An Post-Sean Kelly (2012)    |
| Daniel Domínguez       | 16/06/1985 | Espanha       | Doltcini-Flanders            |
| Sebastian Forke        | 13/03/1987 | Alemanha      | NSP-Ghost                    |
| Marc Christian Garby   | 02/06/1991 | Dinamarca     | Neoprofissional              |
| Mattia Gavazzi         | 14/06/1983 | Itália        | Androni Giocattoli-Venezuela |
| Alexander Kamp         | 14/12/1993 | Dinamarca     | Team Cult Energy             |
| Jonas Poulsen          | 03/04/1995 | Dinamarca     | Neoprofissional              |
| Enrico Rossi           | 05/05/1982 | Itália        | Meridiana Kamen              |
| Stefan Schumacher      | 21/07/1981 | Alemanha      | Christina Watches-Onfone     |
| Jimmi Sørensen         | 07/11/1990 | Dinamarca     | Christina Watches-Onfone     |
| Jake Tanner            | 06/11/1991 | Reino Unido   | Doltcini - Flanders          |
| Stefano Usai           | 26/10/1982 | Itália        | Meridiana-Kamen Team (2010)  |
| Emil Wang              | 27/08/1995 | Dinamarca     | Neoprofissional              |
| Tino Zaballa           | 15/05/1978 | Espanha       | Christina Watches-Onfone     |

1. ↑  Até 31 de agosto.
2. ↑  Até 17 de junho.
3. ↑  Desde 27 de julho.
4. ↑  Até 20 de junho.